# Baszki (województwo lubuskie)
Baszki – osada leśna w Polsce położona w województwie lubuskim, w powiecie strzelecko-drezdeneckim, w gminie Drezdenko.
W latach 1975–1998 miejscowość administracyjnie należała do województwa gorzowskiego.